# Liste des cathédrales du Burkina Faso
Cet article recense les cathédrales du Burkina Faso.

## Liste
Cathédrales de l'Église catholique romaine:
- Cathédrale Saint-Pierre, Banfora
- Cathédrale Notre-Dame-de-Lourdes, Bobo-Dioulasso
- Cathédrale Sainte-Anne, Dédougou
- Cathédrale Saints-Pierre-et-Paul, Diébougou
- Cathédrale Sainte-Anne, Dori
- Cathédrale Saint-Joseph, Fada N’Gourma
- Cathédrale du Sacré-Cœur, Gaoua
- Cathédrale Notre-Dame, Kaya
- Cathédrale Saint-Augustin, Koudougou
- Cathédrale Notre-Dame-des-Grâces, Koupéla
- Cathédrale Notre-Dame de l'Assomption, Manga
- Cathédrale Notre-Dame-du-Perpétuel-Secours, Nouna
- Cathédrale Notre-Dame de l'Immaculée-Conception, Ouagadougou
- Cathédrale Notre-Dame-de-la-Délivrance, Ouahigouya
- Cathédrale Marie-Reine, Tenkodogo